# سیارک ۸۳۹۱
سیارک ۸۳۹۱ (به انگلیسی: 8391 Kring، نامگذاری:1993HH3) هشت هزار و سیصد و نود و یکمین سیارک کشف شده‌است که در ۲۰ آوریل ۱۹۹۳ کشف شد.
قدر مطلق سیارک برابر ۱۲٫۴۰ است.